# Zygomycota
Zygomycota hay zygote fungi là một ngành trong giới Nấm. Ngành này có khoảng 1050 loài đã biết.